# 발주
발주(發走)란 경주의 시작을 뜻하며, 경마에서는 출주한 말들을 경주로 출발대내에 진입시켜 정해진 시각에 공정하게 출발시키는 것을 말한다. 쉽게 말해, 발주는 경주를 하기 전 출발선에 말들을 나란히 세우는 것이다.
발주지점은 곧 출발선이 된다. 경주의 결승선은 항상 같고, 경주거리에 따라 발주지점이 달라진다.

## 발주 제한사항
- 출발대 앞문이 정상적으로 개방되면 경주가 성립되는데 기수 또는 말의 사고나 질병 등으로 발주할 수 없거나 심한 악벽으로 발주를 지연 또는 다른 말에 위협을 가할 우려가 있다고 인정될 때에는 발주에서 제외된다.
- 출발대 고장으로 문이 열리지 않거나 비정상 작동으로 공정한 발주가 되지 않을 경우는 발주불성립이 선언되며, 재발주를 시행한다. 재발주는 마필의 체력회복과 고객의 마권교환 시간을 고려하여 약 15분 후에 시행하며 1회에 한한다.

## 발주고착
경주마가 발주신호를 받고서도 뛰지 않고 그대로 출발대에 머물러 있는 상태를 말한다.

## 늦발주
늦발주(Dwelt)는 경주에서 발주신호가 떨어졌음에도 불구하고 말이 출발대에서 늦게 출발하는 것을 말한다. 보통 발주조교가 충실하게 이루어지지 못한 것에서 비롯한다.

## 같이 보기
- 재발주